# Brookhaven RP
Brookhaven RP is een online rollenspel videogame op het gamingplatform Roblox. Het is een van de bekendste spellen in Roblox en het is een rollenspel. Het spel is ontwikkeld door Wolfpaq en Aidanleewolf. De videogame heeft verschillende soorten banen, gebouwen en locaties in de stad, zoals de bank, het politiebureau, het ziekenhuis, de supermarkt en meer. De game heeft veel gratis items, maar er zijn ook exclusieve extra items en functies die alleen kunnen worden gebruikt met gamepasses die robux  kosten. De game heeft meer dan 57,8 miljard  bezoeken en heeft regelmatig meer dan 500.000 gelijktijdige spelers.

## Gebouwen
In Brookhaven RP zijn er meerdere gebouwen en locaties, zoals een politiebureau, ziekenhuis, tandarts, brandweerkazerne, gemeentehuis, begraafplaats, paardenmanege, boerderij, school, kinderdagverblijf, supermarkt, kap- en nagelsalon, ijssalon, meerdere winkels en restaurants, een postkantoor, bibliotheek, de bank, een motel, een luchthaven en een winkelcentrum. Er worden regelmatig nieuwe gebouwen toegevoegd aan de game.

## Huizen
In het spel heeft iedere speler de mogelijkheid om één huis neer te zetten. De meeste huizen zijn gratis door iedereen te gebruiken. Er zijn ook exclusieve huizen waar je een Premium gamepass voor nodig bent. Er zijn ook exclusieve locaties beschikbaar waar een huis kan worden neergezet, waar een Land Unlocked gamepass voor vereist is.
Daarnaast kunnen er ook appartementen en villa's worden geplaatst. Hiervoor is een Penthouse of Estates Unlockedgamepass vereist.
Er worden regelmatig nieuwe huizen toegevoegd aan de game.

## Gamepasses
Brookhaven RP heeft veel gratis functies, maar er zijn ook exclusieve functies en items waar een gamepass voor vereist is.
| Gamepass         | Voordelen | Prijs               |
| ---------------- | --- | ------------------- |
| Vehicle Upgrade  | Eigen voertuigen van kleur veranderen Snelheidsupgrade naar 35 mph op alle kleine voertuigen (skateboard enz.) Speed Upgrade naar 70 mph op alle eigen straatvoertuigen | 30 Robux            |
| Speed Unlocked   | Een maximale snelheid van 200 mph op alle eigen straatvoertuigen Een maximale snelheid van 45 mph op alle kleine voertuigen Instelbare Turbo Chargers fase 1/2/3 voor snellere acceleratie (beschikbaar op alle voertuigen met turbo) | 199 Robux           |
| Premium          | Toegang tot twaalf premium huizen Toegang tot twaalf premium voertuigen Toegang tot voertuigbranden, voertuigrook en wielverlies van voertuigen Toegang tot helikopter en straalvliegtuig Toegang tot zwembad op alle huizen Exclusieve chatkleur Toegang tot de functies van de Vehicle Upgrade gamepass                                                                                                  | 275 Robux           |
| Music Unlocked   | Muziek afspelen in uw huis, auto of kleine voertuig | 199 Robux           |
| On Demand Fire   | Huisbranden wanneer je wilt | 50 Robux            |
| Horse Unlocked   | De kleur van het paard, de manen en de staart, de kleur van het zadel veranderen Toegang tot speciale lichaamstexturen Paardensnelheid verhoogd tot 50 mph | 60 Robux            |
| Land Unlocked    | Huizen neerzetten op exclusieve plekken: Lake House, Eagle View, Gold Ranch, Lake Side & Hidden Valley | 500 Robux           |
| Faces Unlocked   | Toegang tot alle gezichten in Avatar Editor | 120 Robux           |
| Vehicle Pack     | Toegang tot 22 speciale voertuigen | 799 Robux           |
| Penthouse        | Toegang tot de bovenste verdieping van het penthouse kavel | 150 Robux           |
| Theme Pack       | Ontgrendel alle thema's: Futuristische stad, Verlaten stad, Paardenpaden, Oorlogsgebied, Drie pastelkleurige thema's, Helikopterraces, Stad in brand. | 299 Robux           |
| Disaster Pack    | Huis & Appartement rampen Aardbeving, insecten, overstroming, invasie, buitenaards wezen, gaslek, geest, bliksem, black-out, zonnevuur, wind, zombie en vuur Toegang tot de functies van de On Demand Fire gamepass. | 500 Robux           |
| Estates Unlocked | Toegang tot North en South Estate kavels Toegang tot exclusieve villa's, de gevangenis, het hotel, het park en de militaire basis | 799 Robux           |
| Boat Pack        | Toegang tot elf speciale boten | 299 Robux           |
| VIP              | VIP chat tag Geen wachttijd voor huizen Toegang tot alle vakantievoertuigen en toekomstige voertuigen Kortere wachttijd voor het neerzetten van voertuigen Twee auto's of twee boten tegelijk neerzetten in openbare servers Toegang tot VIP-rekwisieten Drie regenboogeffecten voor rollenspelnaam Toegang tot exclusieve prop's VIP-baansymbool Toegang tot meer dan 60 Avatar-effecten in Avatar Editor | 999 Robux           |
| Privéserver      | Server voor jezelf Geen wachttijd voor het veranderen van huis Zet tot drie voertuigen + paard en fiets tegelijk neer Proplimiet verhoogd Mogelijkheid om tijd, verlichting en weer te veranderen Spelers tijdelijk verbannen van de server Freecam voor PC-gebruikers | 100 Robux per maand |